# تایرا نو شیگه‌موری
تایرا نو شیگه‌موری (به ژاپنی: 平重盛 Taira no Shigemori); ۱ ژانویهٔ ۱۱۳۸ – ۲ سپتامبر ۱۱۷۹) یک سامورایی اهل ژاپن بود. وی پسر ارشد تایرا نو کیوموری بود. پسر ارشد وی تایرا نو کوره‌موری از فرماندهان ارشد جنگ گنپی بود.